# Faraonismo

Taha Hussein, uno dei principali promotori del Faraonismo.

Il Faraonismo è un'ideologia che salì alla ribalta in Egitto, durante gli anni venti e gli anni trenta. Ammirava il passato preislamico dell'Egitto e sosteneva che il paese facesse parte di una più ampia civiltà mediterranea (infatti, sottolineava l'importanza del Nilo e del Mediterraneo); il più famoso sostenitore del Faraonismo fu Taha Hussein.

## Storia

### Ricerca dell'identità egiziana
Fin dall'Età del ferro, l'Egitto visse lo sviluppo di una potente e fiorente civiltà (l'Antico Egitto). In seguito, l'Egitto cadde sotto il dominio di numerose civiltà straniere come i libici, i nubiani, gli assiri, i persiani, i greci, i romani, gli arabi, i turchi e i britannici. Sotto queste civiltà straniere, vennero accolte tre nuove religioni: il Cristianesimo, l'Ebraismo e l'Islam; e venne creata una nuova lingua, l'arabo egiziano. Nel IV secolo, la maggior parte degli egiziani si era convertita al cristianesimo e, nel 535 d.C., l'imperatore Giustiniano I ordinò la chiusura del tempio di Iside a File, segnando la definitiva fine dell'antica religione egizia.
Durante il Medioevo, gli antichi monumenti egizi vennero, talvolta, distrutti poiché erano considerati testimonianza di un tempo di jāhiliyya. La maggior parte della distruzione delle rovine avvenne nel XIII secolo e nel XIV secolo: un periodo di inondazioni, carestie e pestilenze, in Egitto, che portò alcune persone a credere che Allah stesse punendo gli egiziani per la continua esistenza di queste reliquie di un tempo di "jahiliyyah". Gli atti di distruzione più notevoli, nel Medioevo, furono l'abbattimento di una statua della dea Iside (nel 1311, a Fustat) e la distruzione di un tempio (a Menfi, nel 1350), che provocò molto sollievo quando venne scoperto che il "malvagio occhio" (l'occhio di Horo), presente sulle pareti del tempio, non aveva causato la morte di coloro che distrussero il tempio.
Il Corano descrisse il Faraone (la cui storia, viene raccontata nell'Esodo) come un feroce tiranno opposto ad Allah e, in generale, i Faraoni vennero descritti nella tradizione islamica, come despoti depravati che si "divertivano" durante la "jahiliyyah". Diversi leader musulmani, come il califfo Yazid III, ordinarono la distruzione di tutti i monumenti faraonici, tuttavia, ci sono notevoli prove dell'orgoglio popolare egiziano, riguardo ai monumenti locali come le Piramidi e la Sfinge (tanto che questi monumenti non vennero mai distrutti, per paura di provocare violente rivolte popolari). I monumenti dell'Egitto Faraonico erano, generalmente, considerati dotati di poteri magici ed erano oggetto di rispetto da parte degli egiziani (nonostante il fatto che il Corano esecri l'Antico Egitto, come un periodo riprovevole di "jahiliyyah"): infatti, nel 1378, venne riferito che i contadini musulmani fossero andati a bruciare incenso, durante la notte, davanti alla Sfinge mentre pronunciavano preghiere in cui autorizzavano la Sfinge a parlare (il che portò un santone sufi, ad attaccare la Sfinge). Le leggende locali affermano che l'attacco alla Sfinge, portò a una massiccia tempesta di sabbia a Giza, che si concluse solo con il linciaggio del santone.
In Egitto, la credenza popolare che le Piramidi e la Sfinge (insieme alle rovine di tutti gli altri monumenti egizi) avessero poteri magici, permise di garantire la loro sopravvivenza tanto che, durante il XIII secolo, lo scrittore Jamal al-Din al-Idrisi avvertì che distruggere le piramidi avrebbe scatenato oscure forze soprannaturali, in grado di causare una tale carneficina che i cavalli avrebbero guadato il sangue umano, portandolo alla conclusione che le piramidi erano meglio lasciarle in pace. Tali credenze riguardo ai poteri magici investiti nelle rovine egizie, sono una testimonianza dell'orgoglio e della riverenza popolare che gli egiziani mostravano verso l'antico passato dell'Egitto. Allo stesso modo, nel Medioevo, gli egiziani inventarono la credenza che il Faraone menzionato nell'Esodo e nel Corano non fosse un egiziano ma un iraniano (nel tentativo di difendere l'immagine dell'Antico Egitto, nonostante il Corano la condannasse). Per prevenire la distruzione delle rovine, gli egiziani medievali "islamizzavano" le rovine, inventando storie in cui venivano associate ai compagni di Maometto o ai santi sufi locali trasformandole così, in siti quasi islamici che non potevano, dunque, venire distrutti.
Poiché la conoscenza dei geroglifici andò perduta dal VI secolo fino al 1822 (quando Jean-François Champollion decifrò la Stele di Rosetta), l'Antico Egitto venne ricordato come una civiltà imponente che costruì vari monumenti ma il cui preciso significato era stato perso da tempo, limitando l'identificazione popolare con esso. Mehmet Ali, un mercante di tabacco albanese trasformato in vali (governatore) ottomano dell'Egitto (e che governò il paese, con pugno di ferro, dal 1805 fino alla sua morte avvenuta nel 1849), non aveva alcun interesse per le rovine egizie, se non come fonte di regali per i leader stranieri; allo stesso modo, Mehmet Ali aveva un atteggiamento permissivo nei confronti degli europei che portavano con sé, antiche reliquie egiziane, consentendo molti saccheggi di vari siti (come da parte dell'italiano Giovanni Battista Belzoni) mentre un incarico diplomatico al Cairo era molto ricercato, a causa delle opportunità di saccheggio. Uno dei funzionari di Mehmet Ali, Rifa'a al-Tahtawi, lo persuase (nel 1836) a intraprendere la conservazione del patrimonio egiziano, ponendo fine al saccheggio dei siti egizi, e a creare un museo per mostrare i tesori egizi invece che lasciarli portare in Europa. Tahtawi, in seguito, pubblicò una storia dell'Antico Egitto nel 1868 (approfittando delle scoperte degli archeologi e della decifrazione dei geroglifici, segnando la prima volta che l'eredità dell'antico Egitto, venisse usata come simbolo di orgoglio nazionale nell'Egitto moderno).

### Ascesa del nazionalismo egiziano
Le questioni dell'identità vennero alla ribalta nel XX secolo, quando gli egiziani cercarono di porre fine all'occupazione britannica dell'Egitto, portando all'ascesa del nazionalismo egiziano laico etno-territoriale (noto anche come "Faraonismo"). Il Faraonismo divenne la modalità di espressione dominante degli attivisti anticoloniali egiziani, dei periodi prebellici e tra le due guerre: 
Il Faraonismo celebrava l'Egitto come una distinta unità geografica e politica, le cui origini risalivano all'unificazione tra l'Alto e il Basso Egitto, nel 3100 a.C., circa e considerava l'Egitto più legato all'Europa piuttosto che al Medio Oriente. L'attenzione all'antico passato egiziano venne utilizzata come simbolo della particolarità egiziana (con lo scopo di minimizzare l'identità araba e e riconoscere l'Egitto come una nazione più europea piuttosto che del Vicino Oriente). Il Faraonismo apparve per la prima volta, all'inizio del XX secolo, negli scritti di Mustafa Kamil (che definì l'Egitto, il primo stato del mondo) e Ahmed Lutfi al-Sayyed (che scrisse di un "nucleo faraonico" sopravvissuto nell'Egitto moderno).

Nel 1931, dopo una visita in Egitto, il nazionalista arabo siriano Sati' al-Husri osservò che «[gli egiziani] non possedevano un sentimento nazionalista arabo; non accettavano che l'Egitto facesse parte delle terre arabe e non riconoscevano il fatto che il loro popolo facesse parte della nazione araba». La fine degli anni trenta, sarebbe diventata un periodo formativo per il nazionalismo arabo in Egitto, in gran parte, grazie agli sforzi degli intellettuali siriani, palestinesi e libanesi. Tuttavia, un anno dopo l'istituzione della Lega araba (avvenuta nel 1945), uno storico dell'Università di Oxford, HS Deighton, scrisse: 
Uno dei più importanti nazionalisti e anti-arabi egiziani fu lo scrittore egiziano più famoso del XX secolo, Taha Hussein. Espresse la sua opposizione all'unità araba e le sue convinzioni sul nazionalismo egiziano in più occasioni; in uno dei suoi articoli più noti, scritto sulla rivista Kawkab el Sharq (nel 1933), scrisse: 
Si è sostenuto che fino agli anni quaranta, l'Egitto fosse più favorevole al nazionalismo territoriale, egiziano e lontano dall'ideologia panaraba. Gli egiziani generalmente non si identificavano come arabi ed è rivelatore che quando il leader nazionalista egiziano Sa'd Zaghlul incontrò i delegati arabi a Versailles, nel 1918, insistette sul fatto che le loro lotte per lo stato non erano collegate, sostenendo che il problema dell'Egitto era un problema egiziano non arabo.
Nel febbraio 1924, Zaghlul (ora Primo ministro dell'Egitto) fece sequestrare tutti i tesori trovati nella tomba del Re Tutankhamon dalla squadra archeologica britannica guidata da Howard Carter, con la motivazione che i tesori appartenevano all'Egitto e per impedire a Carter di portarli in Gran Bretagna come voleva. Zaghlul giustificò il sequestro dichiarando che «è dovere del governo, difendere i diritti e la dignità della nazione». Il 6 marzo 1924, Zaghlul aprì formalmente la tomba del Re Tutankhamon al pubblico egiziano, in un'elaborata cerimonia tenutasi di notte con il cielo illuminato da riflettori, che (secondo quanto riferito dalle fonti locali) attirò la più grande folla mai vista a Luxor. L'apertura della tomba di Tutankhamon venne trasformata in una manifestazione nazionalista quando arrivò l'Alto Commissario britannico, il feldmaresciallo Allenby, il quale venne fischiato a gran voce dalla folla, che chiese l'immediata evacuazione britannica dall'Egitto. Tutankhamon, morto da secoli, venne trasformato dal partito Wafd, in un simbolo del nazionalismo egiziano (per tale motivo, i piani di Carter di prelevare i tesori dalla sua tomba, suscitarono una forte opposizione in Egitto). Tuttavia, il caso dei tesori di Tutankhamon fu semplicemente una mossa opportunistica di Zaghlul per affermare l'indipendenza egiziana, che era stata ottenuta solo nel febbraio 1922, contro Carter e la sua squadra, che erano visti come arroganti nei confronti degli egiziani.
Ahmed Hussein che, nel 1933, fondò il Partito del Giovane Egitto, dichiarò di essersi interessato al nazionalismo egiziano dopo un viaggio di esplorazione attraverso la Valle dei Re, nel 1928 (che lo ispirò con la convinzione che se l'Egitto era stato una volta potente, allora avrebbe potuto esserlo di nuovo). Il "Partito del Giovane Egitto" glorificava l'antico passato egiziano, che veniva regolarmente menzionato nei raduni di partito e (facendo riferimento all'aristocrazia turco-circassa egiziana) chiedeva che l'Egitto avesse «un capo d'azione, che non fosse di sangue turco o circasso ma di sangue faranoico». Inizialmente, il Partito del Giovane Egitto aveva un'interpretazione molto particolaristica del nazionalismo egiziano, sottolineando che l'Egitto non era solo un'altra nazione musulmana e/o araba ma aveva, piuttosto, un'identità molto distintiva a causa dell'eredità dell'Antico Egitto. Il Partito del Giovane Egitto (che era strettamente modellato sul Fascismo e sul Nazismo), chiedeva il ritiro britannico dall'Egitto, l'unione politica dell'Egitto e del Sudan, e l'Egitto sotto la bandiera del nazionalismo arabo per creare un impero che si estendesse dall'Oceano Atlantico all'Oceano Indiano. L'invocazione delle glorie dell'antico Egitto da parte del Partito del Giovane Egitto venne usata per spiegare perché gli egiziani dovevano dominare il proposto stato panarabo, tuttavia, Hussein scoprì che il Faraonismo si rivolgeva solo agli egiziani della classe media e limitava l'appello del suo partito alle masse egiziane. A partire dal 1940, il Partito del Giovane Egitto, abbandonò il Faraonismo e cercò di reinventarsi come partito fondamentalista islamico.
Il faraonismo venne condannato da Hasan al-Banna (fondatore e guida suprema dei Fratelli Musulmani) che lo definì glorificazione di un periodo di jahiliyyah. In un articolo del 1937, Banna attaccò il faraonismo per aver glorificato i "faraoni reazionari pagani" come Akhenaton, Ramses II e Tutankhamon invece del profeta Maometto e dei suoi compagni e per aver cercato di "annientare" l'identità musulmana dell'Egitto. Banna insistette sul fatto che l'Egitto potesse essere solo parte della più ampia ummah ("comunità islamica") e che ogni sforzo per distinguere la nazione egiziana dal resto del mondo islamico, andava contro la volontà di Allah.

### Affermazione dell'identità araba
Tuttavia, l'Egitto (sotto il Re Fārūq I d'Egitto) fu un membro fondatore della Lega Araba, nel 1945, e il primo stato arabo a scendere in guerra a sostegno dei palestinesi, nella Guerra arabo-israeliana del 1948. Questo sentimento nazionalista arabo aumentò esponenzialmente dopo la Rivoluzione egiziana del 1952. I principali leader della Rivoluzione, Muḥammad Naǧīb e Gamal Abd el-Nasser, erano fedeli nazionalisti arabi che sottolineavano che l'orgoglio per l'identità egiziana era del tutto coerente con l'orgoglio per un'identità culturale araba dominante. Fu durante il mandato come Presidente di Naguib che l'Egitto adottò la bandiera della liberazione araba, per simboleggiare i legami del paese con il resto del mondo arabo.
Per diversi anni, l'Egitto e la Siria formarono la Repubblica Araba Unita. Quando l'unione venne sciolta, l'Egitto continuò ad essere conosciuto come UAR fino al 1971, quando l'Egitto adottò l'attuale nome ufficiale: Repubblica Araba d'Egitto. L'attaccamento degli egiziani all'arabismo, tuttavia, fu particolarmente messo in discussione dopo la Guerra dei sei giorni del 1967: migliaia di egiziani morirono nel conflitto e il popolo rimase deluso dalla politica panaraba del governo. Il successore di Nasser, Anwar al-Sadat (sia attraverso la politica pubblica che con la sua iniziativa di pace con Israele), fece rivivere un indiscusso orientamento egiziano, affermando inequivocabilmente che solo l'Egitto e gli egiziani erano la sua responsabilità. I termini "arabo", "arabismo" e "unità araba", salvo per il nuovo nome ufficiale, divennero vistosamente assenti. Sadat si dedicò al Faraonismo solo per il consumo internazionale poiché quando fece in modo che la mummia del Re Ramses II venisse trasferiti a Parigi, per lavori di restauro, nel 1974, insistette che i francesi fornissero una guardia d'onore all'aeroporto Charles de Gaulle per sparare un colpo di cannone di ventuno colpi (come si addice a un Capo di Stato) quando la bara contenente il suo cadavere, avrebbe toccato il suolo francese. Tuttavia, a livello nazionale, il Faraonismo venne scoraggiato da Sadat che fece chiudere la stanza delle mummie nel Museo egizio, poiché avevano offeso la sensibilità musulmana (si disse che Sadat, in privato, avesse dichiarato che «i Re egiziani non sono uno spettacolo», implicando che non avesse rispetto per l'antico passato). Al giorno d'oggi, il Faraonismo esiste in gran parte dell'Egitto per l'industria turistica ma la maggior parte degli egiziani non si identifica profondamente con l'Antico Egitto: sebbene, al giorno d'oggi, la stragrande maggioranza degli egiziani continui a identificarsi come araba (in senso linguistico) una crescente minoranza rifiuta di identificarsi in questo modo, per via dei fallimenti delle politiche nazionaliste arabe e panarabe, tanto da arrivare, addirittura, ad esprimere pubblicamente obiezioni all'attuale nome ufficiale del paese.
Alla fine del 2007, il quotidiano el-Masri el-Yom condusse un'intervista a una fermata dell'autobus nel quartiere operaio di Imbaba per chiedere ai cittadini cosa rappresentasse per loro, il nazionalismo arabo (el-qawmeyya el-'arabeyya). Un giovane musulmano egiziano rispose «Nazionalismo arabo significa che il Ministro degli Esteri egiziano viene umiliato dai palestinesi a Gerusalemme, che i leader arabi ballano dopo aver appreso della morte di Sadat, che gli egiziani vengono umiliati nell'Arabia orientale e, naturalmente, che i paesi arabi devono combattere Israele fino all'ultimo soldato egiziano». Un altro ritenne che «i paesi arabi odiano gli egiziani» e, addirittura, anche che l'unità con Israele potrebbe essere una possibilità migliore del nazionalismo arabo, perché credeva che almeno gli israeliani, rispetterebbero gli egiziani.
Alcuni egiziani contemporanei di spicco che si oppongono al nazionalismo arabo o all'idea che gli egiziani siano arabi includono: l'ex-segretario generale del Ministero delle Antichità Zahi Hawass; il popolare scrittore Osama Anwar Okasha; la professoressa dell'Università di Harvard, Leila Ahmed; il membro del Parlamento Suzie Greiss e diversi gruppi locali e intellettuali. Questa comprensione è espressa anche in altri contesti come il romanzo Joseph's Seed di Neil DeRosa, in cui è presente un personaggio egiziano il quale dichiara che «gli egiziani non sono arabi e non lo saranno mai».

### Critiche all'identità araba
I critici egiziani del nazionalismo arabo, sostengono che quest'ultimo abbia funzionato per erodere e/o relegare l'identità egiziana nativa, sovrapponendo solo un aspetto della cultura egiziana. Questi punti di vista, per l'identificazione collettiva nello stato egiziano, sono ripresi nelle parole di un antropologo linguistico che ha condotto un lavoro sul campo al Cairo: 

## Visione copta
Molti intellettuali Copti sostengono una versione del Faraonismo che afferma che la cultura copta è in gran parte derivata dalla cultura precristiana dell'Antico Egitto. Questa credenza fornisce ai copti la pretesa di una profonda eredità nella storia e nella cultura egiziana, tuttavia, alcuni odierni studiosi occidentali vedono il Faraonismo come un'ideologia tardiva, sostenendo che è stata modellata principalmente dall'Orientalismo e dubitano della sua validità.

## I problemi del Faraonismo come ideologia integrativa
L'archeologo canadese Michael Wood ha sostenuto che uno dei problemi principali del faraonismo come ideologia integrativa per la popolazione è che esso esalta un periodo troppo remoto per la maggior parte degli egiziani e, inoltre, privo di segni visibili di continuità per la maggioranza musulmana di lingua araba come una lingua, una cultura o un alfabeto comuni. Wood ha notato che la credenza popolare secondo cui l'Antico Egitto fosse uno "stato di schiavitù" è stata messa in discussione da archeologi e storici ma questa immagine popolare di uno "stato di schiavitù" sia nelle nazioni islamiche che in quelle occidentali identifica questo periodo problematico. La storia raccontata nell'Esodo di un Faraone senza nome (la cui crudeltà lo portò a schiavizzare gli israeliti e la cui arroganza causò la sua morte quando tentò incautamente di seguire Mosè attraverso la divisione del Mar Rosso) ha portato i Faraoni a essere ritratti, attraverso i secoli, come un simbolo di tirannia. Quando il presidente Sadat venne assassinato il 6 ottobre 1981, durante la revisione di una parata militare al Cairo, si udirono i suoi assassini fondamentalisti musulmani gridare «Abbiamo ucciso il Faraone!» (in lingua araba, il verbo "tafar'ana" che significa agire tirannicamente, si traduce letteralmente come "agire faraonico").
Wood ha scritto che anche le rovine superstiti dell'Antico Egitto (costituite per lo più da tombe, palazzi e templi, «reliquie di una società ossessionata dalla morte, aristocratica, pagana») sembrano confermare l'immagine popolare di uno "stato di schiavitù" come il più sofisticato modello della storia egiziana, sviluppati principalmente da studiosi stranieri, rimane ignorato. Wood afferma che non è certo se questo fosse davvero il caso poiché gli egittologi sanno molto poco dei sentimenti e dei pensieri della gente comune nell'Antico Egitto ma è chiaro che l'Antico Egitto era una società altamente stratificata, il che rende difficile per le persone di oggi, identificarsi con una società i cui valori erano così diversi da quelli del presente.
Uno dei motivi principali per cui il Faraonismo andò in declino a partire dagli anni quaranta, fu perché il Corano condanna l'Antico Egitto in modo così forte (rendendo molto difficile per i musulmani egiziani, usare i simboli dell'Antico Egitto, senza ricevere accuse di apostasia). Wood ha scritto che una differenza principale tra l'Egitto e il Messico è che i messicani possono incorporare e incorporano elementi di civiltà mesoamericane come gli Olmechi, i Maya e i Mexica (che sono visti come parte di una continuità nazionale, interrotta dalla conquista spagnola del 1519-1521 e ripresa con l'indipendenza nel 1821) mentre è impossibile per gli egiziani usare simboli faraonici senza venire accusati di usare simboli non islamici o anti-islamici. Wood scrisse «L'Islam e l'Egitto dei Faraoni, si potevano conciliare solo con grande difficoltà; alla fine non potevano fare a meno di competere... devono prendere le distanze da un'identità islamica con la quale il passato faraonico non poteva realmente convivere».
Un altro problema è stato posto dal modo in cui quasi tutto il lavoro archeologico svolto sull'antico Egitto nel XIX secolo e nella prima metà del XX secolo, è stato svolto dagli archeologi stranieri che hanno scoraggiato i colleghi egiziani dal lavorare a loro volta. Gli archeologi occidentali tendevano a vedere l'Antico Egitto come distaccato dall'Egitto moderno, anche il termine "Egittologia" si riferisce allo studio dell'Egitto pre-romano e non all'Egitto moderno. Nel XIX secolo, furono escogitate varie teorie razziali per affermare che gli egiziani non erano i discendenti degli antichi egizi o, in alternativa, che la storia dell'Antico Egitto era un ciclo di rinnovamento causato dalle conquiste di invasori razzialmente superiori e il declino causato da incrocio di razze con la popolazione nativa di razza inferiore. Lo scopo di tali teorie era di affermare che l'Occidente era il "vero erede" dell'Antico Egitto, il cui popolo era visto come "occidentale onorario" senza alcun legame con gli egiziani moderni. Gli effetti di tali sforzi furono il persuadere molti egiziani che il passato faraonico non faceva davvero parte della loro eredità.
Inoltre, poiché la lingua copta discende dall'antica lingua egiziana, a partire dal XIX secolo alcuni copti si sono identificati con il Faraonismo come a voler sottolineare di essere egiziani "più puri" rispetto alla maggioranza musulmana. Allo scopo di costruire un'identità nazionale, un'ideologia che potesse essere utilizzata per privilegiare una minoranza come l'egiziana più autentica della maggioranza presenta problemi, e in generale gli sforzi per costruire un'identità nazionale egiziana che abbracci sia musulmani che copti si sono rivolti ai periodi più recenti del passato. Wood scrisse allo scopo di costruire l'orgoglio nazionale, «il passato faraonico, per il nazionalista egiziano, era semplicemente il passato sbagliato" per i nazionalisti egiziani».